# Rudolf Graf von Schmettow
Rudolf Graf von Schmettow (ur. 8 stycznia 1891 w Berlinie, zm. 28 czerwca 1970 w Bad Wildungen) – oficer Wehrmachtu w stopniu generała porucznika, dowódca niemieckich sił okupacyjnych Wysp Normandzkich, dowódca 319. Dywizji Piechoty.

## Życiorys
Rudolf Graf von Schmettow urodził się 8 stycznia 1891 roku jako syn generała Eberharda Grafa von Schmettowa. W 1909 roku wstąpił do Armii Cesarstwa Niemieckiego, otrzymując stopień Fahnenjunker. Został awansowany na stopień podporucznika 17 maja 1910 roku. Brał udział w działaniach wojennych jako dowódca plutonu na froncie. W 1917/18 roku dowodził kompanią karabinów maszynowych w 1 Przybocznym Pułku Kirasjerów im. Wielkiego Księcia Elektora (Śląski).
Po wojnie, 1 października 1919 roku, przeszedł do Reichswehry w stopniu Oberleutnanta.
1 kwietnia 1933 roku awansował do stopnia majora, a 1 marca 1934 roku został adiutantem w Gruppenkommando 1 w Berlinie.
Podczas mobilizacji we wrześniu 1939 roku został mianowany dowódcą 164. pułku piechoty. Z nim brał udział w kampanii wrześniowej, a po jej zakończeniu przeniesiono go na front zachodni. Po kampanii francuskiej został mianowany komendantem garnizonu Wysp Normandzkich.
1 kwietnia 1942 roku awansował do stopnia generała majora. Następnie, we wrześniu 1943 roku, został dowódcą 319. Dywizji Piechoty. 30 października 1943 roku otrzymał Krzyż Żelazny II klasy. 1 kwietnia 1944 roku został awansowany do stopnia generała porucznika.
W lutym 1945 roku, z powodu choroby, musiał przekazać dowództwo 319. Dywizji Piechoty generałowi Rudolfowi Wulfowi.
Po kapitulacji niemieckiej w maju 1945 roku dostał się do niewoli zachodnich aliantów, z której został zwolniony latem 1947 roku. W sierpniu 1963 roku odwiedził swoje dawne obszary dowodzenia na zaproszenie brytyjskiej stacji telewizyjnej.
Jego jedyny syn zginął jako podporucznik 23 czerwca 1941 roku pod Jarosławiem.